# Przemysław Alexandrowicz
Przemysław Józef Alexandrowicz (ur. 20 lutego 1961 w Poznaniu) – polski polityk, nauczyciel, samorządowiec, senator VI kadencji.

## Życiorys
Absolwent VI Liceum Ogólnokształcącego im. Ignacego Jana Paderewskiego w Poznaniu (1980). W 1986 ukończył studia z zakresu historii nauczycielskiej na Wydziale Historycznym Uniwersytetu im. Adama Mickiewicza w Poznaniu. W czasie studiów działał w Niezależnym Zrzeszeniu Studentów i samorządzie studenckim na UAM.
Od 1990 pracował jako nauczyciel, do 1993 uczył historii w Zespole Szkół Łączności im. Mikołaja Kopernika w Poznaniu, następnie do 1999 pozostawał na rencie. Od 1999 pracował w sekcji administracyjno-prawnej „Gazety Handlowej” Sp. z o.o., pełnił obowiązki kierownika sekcji oddziału wielkopolskiego przedsiębiorstwa Ruch. W latach 2000–2005 był zatrudniony w oddziale Państwowego Funduszu Rehabilitacji Osób Niepełnosprawnych (m.in. jako zastępca dyrektora oddziału).
Wszedł w skład zarządu poznańskiego Klubu Inteligencji Katolickiej oraz prezydium rady Ruchów i Stowarzyszeń Katolickich Archidiecezji Poznańskiej, został też członkiem Klubu Zachowawczo-Monarchistycznego.
Od 1994 do 2005 zasiadał w radzie miasta Poznania, od 2002 jako jej przewodniczący. W latach 1989–2001 należał do Zjednoczenia Chrześcijańsko-Narodowego, następnie przystąpił do Przymierza Prawicy, z którym dołączył do Prawa i Sprawiedliwości. Kandydował na posła w 1991 z listy WAK i w 1993 z listy KKW „Ojczyzna”. Z listy PiS w wyborach parlamentarnych w 2001 (jako członek PP) bezskutecznie startował do Sejmu. W wyborach w 2005 uzyskał z ramienia tej partii mandat senatora w okręgu poznańskim. W wyborach w 2007 bez powodzenia ubiegał się o reelekcję. W 2010 ponownie został radnym Poznania.
W 2011 kandydował w wyborach parlamentarnych z 5. miejsca na liście Prawa i Sprawiedliwości w okręgu poznańskim, nie uzyskując mandatu (oddano na niego 5908 głosów). W 2014, 2018 i 2024 utrzymywał mandat radnego miejskiego na kolejne kadencje. W 2019 ponownie był kandydatem Prawa i Sprawiedliwości do Senatu.

## Życie prywatne
Żonaty z Ewą, ma czwórkę dzieci: Piotra, Annę, Pawła i Jadwigę.